# Chasicotherium
Chasicotherium es un género extinto de mamíferos placentarios del orden Notoungulata que vivió en el Mioceno Superior, hace alrededor de 10-9 millones de años en lo que ahora es Argentina. Era un animal de gran tamaño, el más grande entre los homalodotéridos, así como su representante más reciente. Se basa en un cráneo incompleto con la mandíbula, que se distingue por su reducción en la fórmula dental, con un canino grande con un cíngulo que corría hacia arriba. Probablemente estaba más cercanamente emparentado con Homalodotherium que con otros miembros de la familia como Asmodeus, compartiendo con el primero el hueso premaxilar corto. Fue encontrado en la formación Chasicó, de ahí su nombre, en el arroyo homónimo del partido de Villarino, provincia de Buenos Aires.